# Heinrich Fahrenbach (Politiker)
Heinrich Fahrenbach (* 11. April 1839 in Kleinalmerode; † 1879) war ein deutscher Kommunalpolitiker und Abgeordneter des Kurhessischen Kommunallandtages des preußischen Regierungsbezirks Kassel.

## Leben
Heinrich Fahrenbach wurde als Sohn des Ackerers Johann Heinrich Fahrenbach und dessen Gemahlin Catharina Elisabeth Sußenbach geboren. In seinem Heimatort war er von 1860 bis 1879 Bürgermeister. 1868 erhielt er in indirekter Wahl ein Mandat für den Kurhessischen Kommunallandtag des Regierungsbezirks Kassel. Er war hier der Vertreter der Landgemeinden des Landkreises Witzenhausen und 1879 Mitglied des Hauptausschusses.